# 社会运动 (乌克兰)

社会运动标志

社会运动（烏克蘭語：Соціальний рух，羅馬化：Sotsialnyi rukh，缩写为SR）是乌克兰的一个左翼社区组织，成立于2015年，前身是“社会革命大会”。该组织遵循民主社会主义原则，反对资本主义和仇外心理。它在乌克兰的主要城市（基辅、克里维里赫、利沃夫、敖德萨、第聂伯罗、哈尔科夫）开展活动。该组织希望成为一个草根政党，并在2022年俄罗斯入侵乌克兰期间声名鹊起，当时它呼吁国际左翼支持乌克兰抵抗俄罗斯帝国主义，并反对乌克兰政府在战争期间削减某些劳工权利的行为。该组织是中东欧绿色左翼联盟的成员。该组织的口号是“自由人代替自由市场！”。